# Power Glove

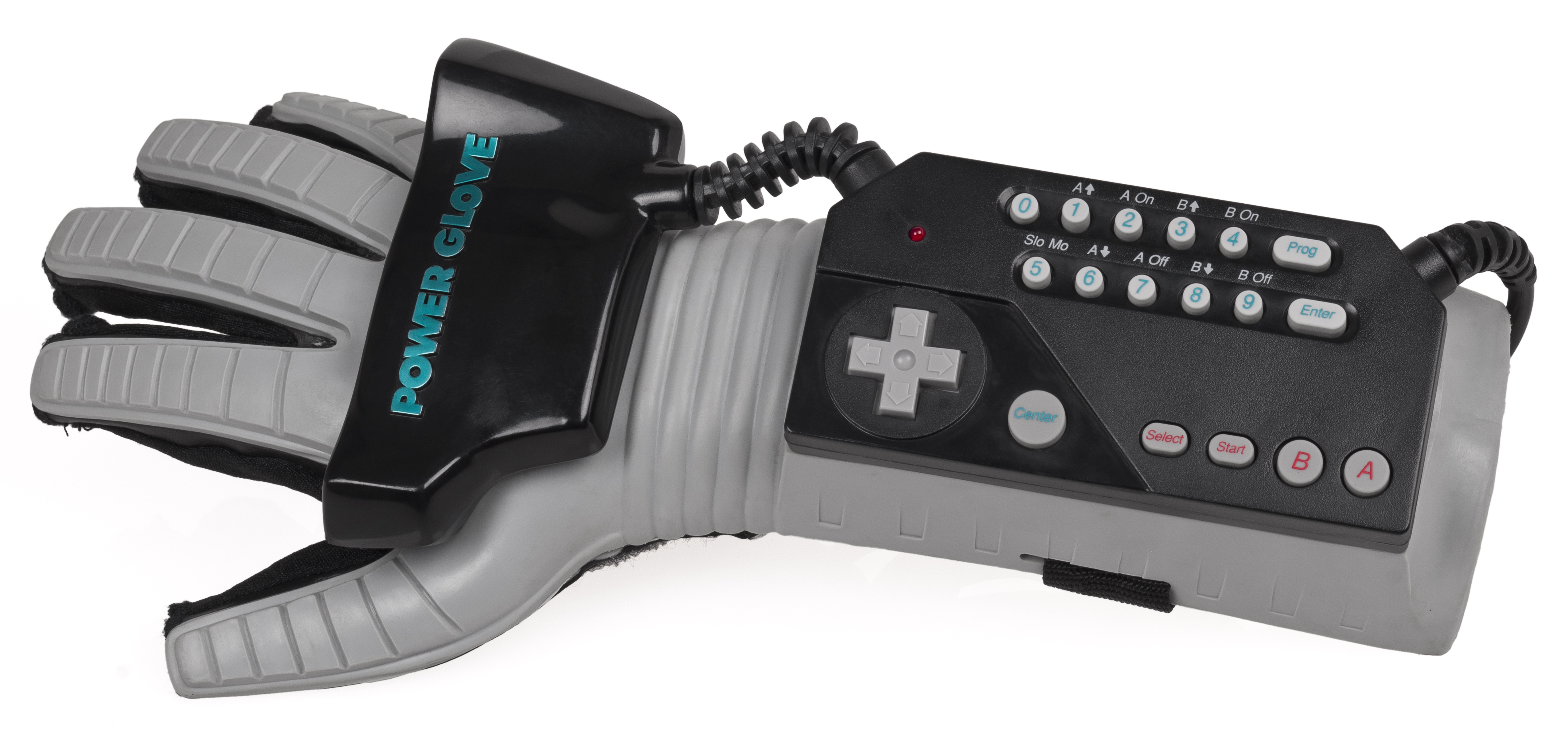
Il Power Glove, modello originale

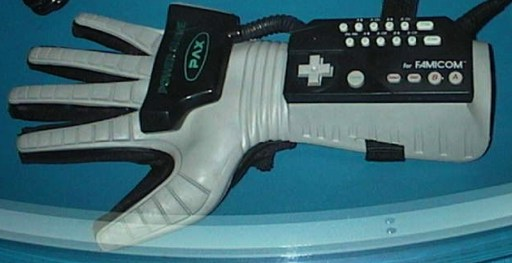
Il Power Glove, modello giapponese a marchio PAX

Il Power Glove è un controller accessorio per la console Nintendo Entertainment System, prodotto nel 1989 dalla Mattel. Ha la particolarità di essere indossato come un guanto (il nome è traducibile "guanto di potenza"). Nonostante l'innovativa tecnologia basata su sensori di movimento, fu uno dei fallimenti hardware più emblematici della storia dei videogiochi.

## Storia
Il Power Glove fu progettato dalla Abrams/Gentile Entertainment (successore della Mego Corporation) e prodotto dalla Mattel in Nord America. 
A suo tempo sembrava un'innovazione destinata a rivoluzionare l'interazione con i videogiochi, e fu preceduto da una grande campagna pubblicitaria, compresa la sua apparizione, prima del lancio, nel film del 1989 Il piccolo grande mago dei videogames (The Wizard). Tuttavia il prodotto reale si rivelò impreciso, goffo e mal supportato, divenendo un deciso fallimento poco dopo l'uscita.
Il precursore del Power Glove fu il Data Glove, un progetto di dispositivo per utilizzi seri, basato su tecnologia robotica nella fascia di prezzo intorno ai 10.000 dollari e pensato per clienti come la NASA. 
Il Power Glove ne era una versione per consumatori, da vendere a meno di 100 dollari. Ciononostante riusciva a riprodurre funzionalità all'avanguardia: rilevazione della posizione della mano nello spazio tridimensionale, dell'inclinazione della mano, e della flessione delle singole dita, in intervalli molto ampi.
Già nel 1982 l'inventore Thomas Zimmermann depositò un brevetto per un flessimetro ottico applicabile sul corpo umano.
Zimmermann collaborò poi con Jaron Lanier per cedere il brevetto alla sua VPL Research Inc. ed espandere il progetto.
Il primo Data Glove da 10.000$ fu prodotto dalla VPL nel 1986; la Abrams/Gentile Entertainment (AGE) intravide la possibilità di adattamento al campo videoludico.
Mentre il costoso Data Glove era basato su fibre ottiche per misurare i piegamenti delle dita e su un sensore magnetico per la posizione della mano, per il Power Glove si fece uso rispettivamente di resistenze variabili e di ultrasuoni.
La AGE acquisì la licenza da VPL nel 1987 e iniziò a collaborare con la Mattel nel 1988. La Mattel coinvolse la californiana Image Design & Marketing per il design complessivo, specialmente dal punto di vista esteriore ed ergonomico. Il dispositivo fu pronto per la commercializzazione nel periodo natalizio del 1989.
Nonostante la tecnologia impiegata e l'interesse suscitato, nella pratica il Power Glove aveva difficoltà a funzionare con gli esistenti giochi del NES. L'insieme di sensori da indossare era complesso, i tasti da premere sulla pulsantiera da polso erano molti, e anche facendo tutto il necessario i risultati erano altalenanti, finendo per scoraggiare gli utenti.
Furono pubblicati solo due videogiochi progettati specificamente per la periferica (Bad Street Brawler del 1989 e Super Glove Ball del 1990), mentre doveva funzionare retroattivamente con tutti quelli esistenti normalmente controllati con gamepad. Tuttavia spesso le prestazioni erano inferiori rispetto al semplice gamepad di serie del NES.
Almeno nei primi anni, l'insuccesso del Power Glove potrebbe aver condizionato negativamente tutto il successivo sviluppo di videogiochi basati su sensori di movimento.
Nonostante il suo fallimento, il Power Glove divenne una celebre icona nella storia dei videogiochi. Grazie al suo basso costo ci furono comunità hacker che trovarono nuovi utilizzi per il dispositivo negli esperimenti di realtà virtuale negli anni '90. Il futuristico dispositivo incarnava lo spirito degli anni '80, in quanto rappresentava quel possibile futuro che si immaginava pieno di tecnologia e ottimismo.

## Funzionamento
Il Power Glove si basa su due tecnologie. La prima serve a rilevare la chiusura delle dita: sopra a pollice, indice, medio e anulare sono collocati dei sensori a striscia la cui resistenza elettrica varia con il piegamento e viene rilevata dall'elettronica del controller. Per ogni dito, indipendentemente, si possono rilevare quattro livelli di chiusura (da 0 completamente disteso a 3 completamente piegato). Nella pratica, però, per l'utente è poco agevole raggiungere precisamente le posizioni intermedie, nonché mantenere tali posizioni in modo indipendente per le diverse dita.
I sensori vennero realizzati con due strati di inchiostro conduttore, originariamente pensato per i circuiti stampati flessibili; nei circuiti non funzionava bene perché la sua conduttività cambiava quando piegato, ma proprio per questo si rivelò adatto per realizzare un economico sensore.

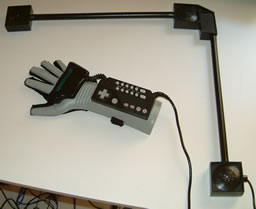
Un Power Glove con la barra dei ricevitori ultrasonici

La seconda tecnologia è il rilevamento spaziale dell'intera mano. Il Power Glove è in grado di determinare la posizione nello spazio della mano grazie a due emettitori di ultrasuoni montati sopra le nocche, a 7-8 cm l'uno dall'altro, dentro un unico involucro plastico.
Il ricevitore, da posizionare sopra al televisore, è costituito da una barra piegata a "L" lunga circa 30 cm per lato, contenente due microfoni. Per ciascun microfono viene rilevata la differenza di tempo di arrivo degli impulsi sonori inviati dal guanto, che dipende dalla diversa distanza degli emettitori. Tramite triangolazione si calcolano quindi la posizione della mano nelle tre dimensioni spaziali e la rotazione della mano attorno all'asse del polso (rollio).
Le nocche devono sempre essere puntate verso il ricevitore, cosa che alla lunga può stancare l'utente; l'inclinazione della mano su altri assi non viene rilevata, anzi può far perdere del tutto il collegamento.
La risoluzione della misura è di circa 0,6 cm alla distanza di 1,5 m e i dati vengono aggiornati 30 volte al secondo.
Sia il guanto, sia la barra dei ricevitori, si connettono alle porte joystick del NES, che forniscono anche l'alimentazione elettrica.
Il guanto è anche dotato, sopra il polso e l'avambraccio, di una pulsantiera utilizzabile con l'altra mano, collegata da una parte con un breve cavo al blocco dei trasmettitori sulle nocche e dall'altra con un cavo lungo al NES.
I pulsanti comprendono la croce direzionale e i tasti A, B, Start e Select, che sono gli stessi presenti sui gamepad di serie del NES, replicati all'incirca con la stessa disposizione.
C'è poi il tasto Center, che tara la posizione del Power Glove, permettendo di regolare il suo punto centrale rispetto al televisore.
Infine è presente un tastierino numerico (pulsanti da 0 a 9, Prog e Enter), che permette di inserire i codici di programma, attivare la funzione Slo Mo (Slow Motion) per rallentare il gioco, e attivare la modalità "fuoco rapido" per azionare automaticamente i pulsanti A e B a ripetizione con cadenze regolabili.
I codici numerici servono per selezionare tra 14 programmi predefiniti, che associano in diversi modi i movimenti della mano e delle dita alle funzioni dei gamepad tradizionali,  permettendo di giocare a un qualsiasi videogioco non progettato per il guanto; ad esempio, con il programma di default, i movimenti su/giù e destra/sinistra della mano corrispondono alle quattro direzioni, piegare il pollice corrisponde a premere il tasto A e piegare l'indice a B. Ulteriori programmi potevano essere inclusi nella cartuccia dello specifico gioco, se faceva parte della collana Power Glove Gaming Series.
Il guanto non copre il palmo della mano e le punte delle dita, mentre il resto è coperto da materiale elastico. Il guanto si stringe con una chiusura a strappo regolabile. Grazie a questi accorgimenti si può adattare a varie misure della mano (il principale pubblico di riferimento erano i bambini di 9-14 anni). Comunque il Power Glove era disponibile in due diverse taglie.